# Tridenchthonius trinidadensis
Espèce
Tridenchthonius trinidadensis est une espèce de pseudoscorpions de la famille des Tridenchthoniidae.

## Distribution
Cette espèce est endémique de la Trinité à Trinité-et-Tobago.

## Description
Le mâle holotype mesure 1,18 mm et les femelles de 1,3 à 1,6 mm.

## Étymologie
Son nom d'espèce, composé de trinidad et du suffixe latin -ensis, « qui vit dans, qui habite », lui a été donné en référence au lieu de sa découverte, la Trinité.

## Publication originale
- Hoff, 1946 : Three new species of Heterosphyronid Pseudoscorpions from Trinidad. American Museum Novitates, vol. 1322, p. 1-13 (texte intégral).